# Enjoy Your Own Smell
Enjoy Your Own Smell is een verzamelalbum van Parallel or 90 Degrees uit 2001, dat nooit officieel is uitgegeven.
Het album kreeg enige bekendheid toen het verscheen als bijlage op het muziekalbum More Exotic Ways to Die. Het is uitgebracht als mp3-bestand. Aangezien More Exotic Ways to Die niet meer leverbaar is, raakte Enjoy Your Own Smell ook in de vergetelheid. Het is wel als downloadversie beschikbaar.

## Musici
- Andy Tillison – zang, orgel, synthesizers
- Sam Baine – piano, synthesizers
- Alex King – slagwerk
- Dan Watts – gitaar, synthesizers
- Ken Senior – basgitaar

## Composities
Allen van Tillison: 
- Unbranded (Radio Edit)
- Unforgiving Skies
- Dead on a Carpark Floor
- Space Junk
- Blues for Lear ...(Live-uitvoering)
- Run in Rings
- The Single the Bastard Behind the Eyes (Migraine Remix)
- Level Crossing
- Impaled on Railing (demo)